# Lorenzo Mattotti

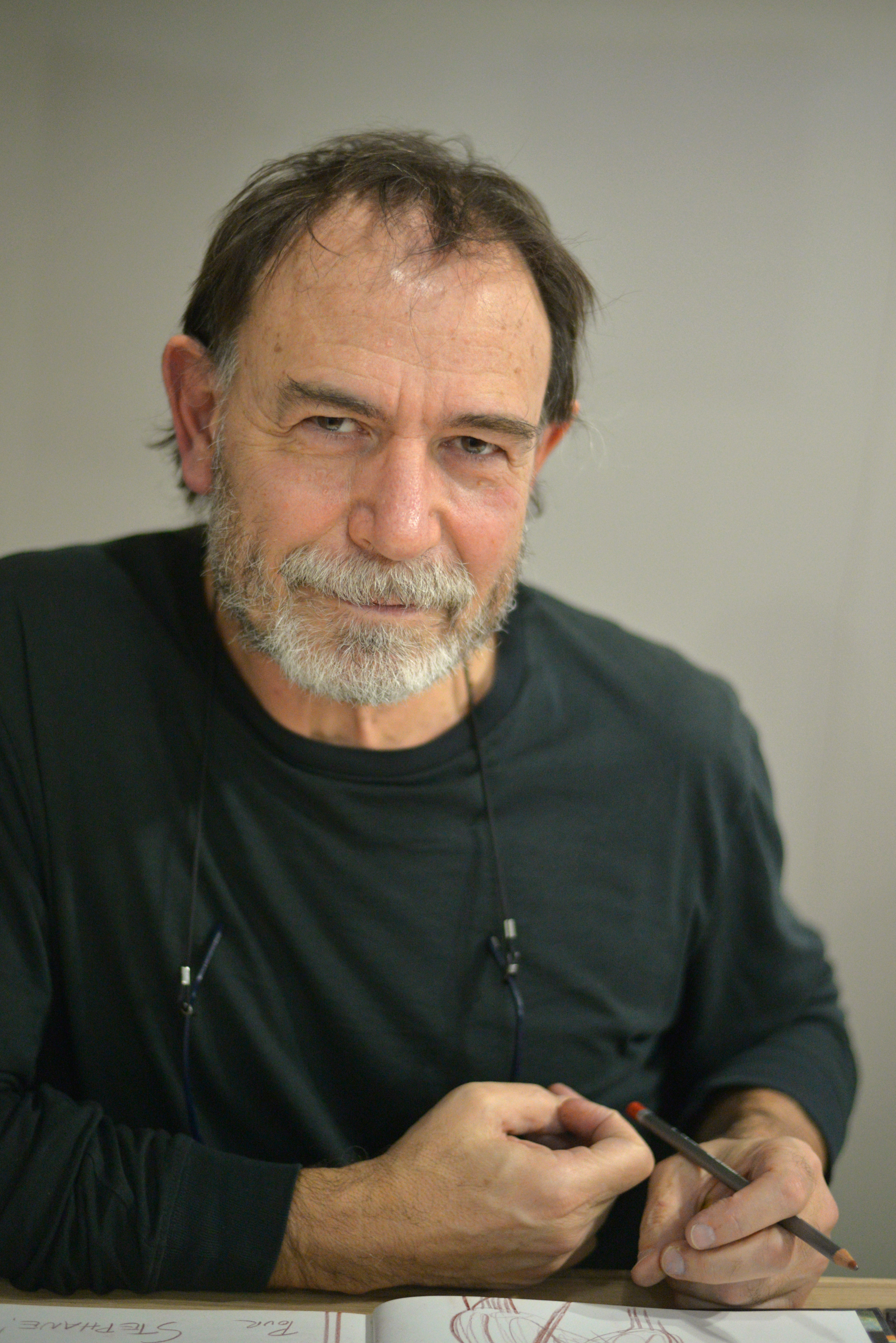
Lorenzo Mattotti

Lorenzo Mattotti (* 24. Januar 1954 in Brescia, Lombardei) ist ein italienischer Comiczeichner und Grafiker.

## Leben
Mattotti studierte einige Semester Architektur, beschloss dann aber Comiczeichner zu werden. Seinen internationalen Durchbruch hatte er 1985 mit dem Album Feuer (Fuochi). Weitere farbintensive, aber auch schwarzweiß gehaltene Comicwerke folgten. Als Grafiker fertigte er Illustrationen für Vogue, Cosmopolitan, The New Yorker, Vanity Fair oder Le Monde an. Für die Internationalen Filmfestspiele von Cannes 2000 gestaltete er das offizielle Plakat.

## Werke
- 1991: Feuer, Edition Kunst der Comics
- 1992: Der Mann am Fenster (Text: Lilia Ambrosi), Edition Kunst der Comics
- 1993: Flüster, Edition Kunst der Comics
- 1996: Caboto (Text: Jorge Zentner), Edition Kunst der Comics
- 1997: Labyrinthe (Text: Jerry Kramsky), Edition Kunst der Comics
- 1997: Signatur – Zeit.Schrift.Bild.Objekt.26, Verlag Rommerskirchen
- 2000: Stigmata (Text: Claudio Piersanti), Edition Kunst der Comics
- 2002: Doktor Jekyll & Mister Hyde (Text: Lorenzo Mattotti/Jerry Kramsky) Carlsen Verlag
- 2003: Der Klang des Rauhreifs (Text: Jorge Zentner), Carlsen Verlag
- 2005: Briefe aus ferner Zeit (Text: Gabriella Giandelli), Schreiber & Leser
- 2006: Spartaco, Edition 52
- 2011: Venedig, eingegraben im Wasser (Text: Claudio Piersanti), Noir
- 2011: Hänsel und Gretel (Text: Brüder Grimm), Carlsen Verlag

### Mitwirkung an Zeichentrickfilmen
- 2008: Peur(s) du noir
- 2013: Die Abenteuer des Pinocchio
- 2019: Königreich der Bären (nach dem gleichnamigen Kinderbuch von Dino Buzzati)

## Preise und Auszeichnungen
- 1986: Yellow Kid auf dem Comic-Festival Lucca
- 1992: Max-und-Moritz-Preis für die beste deutschsprachige Comic-Publikation: "Feuer"
- 1993: Max-und-Moritz-Preis für die beste deutschsprachige Comic-Publikation: "Der Mann am Fenster"
- 1998: Inkpot Award der Comic-Con International, San Diego
- 2003: Eisner Award (Best U.S. Edition of international Material): "Doktor Jekyll & Mister Hyde"
- 2012: Max-und-Moritz-Preis für sein Lebenswerk